# Love Dive
Love Dive – drugi single album południowokoreańskiego zespołu Ive, wydany 5 kwietnia 2022 roku przez wytwórnię Starship Entertainment. Płytę promował utwór „Love Dive”.

## Lista utworów
| CD | CD           | CD                                    | CD                                                       | CD                         | CD      |
| Nr | Tytuł utworu | Tekst                                 | Kompozycja                                               | Aranżacja                  | Długość |
| -- | ------------ | ------------------------------------- | -------------------------------------------------------- | -------------------------- | ------- |
| 1. | „Love Dive”  | Seo Ji-eum                            | Sophia Brennan, Elle Campbell, Nick Hahn                 | Nick Hahn                  | 2:57    |
| 2. | „Royal”      | Lee Seu-ran, Rick Bridges, Rei, Gaeul | Jamie Parker, Willie Weeks, Paulina Cerrilla, Kyler Niko | Jamie Parker, Willie Weeks | 3:26    |

## Notowania
| Lista                                   | Najwyższa pozycja |
| --------------------------------------- | ----------------- |
| South Korea (Circle)                    | 1                 |
| South Korea (Billboard)                 | 1                 |
| South Korean Albums (Circle)            | 1                 |
| Canada (Canadian Hot 100)               | 92                |
| Global 200 (Billboard)                  | 15                |
| Hong Kong (Billboard)                   | 9                 |
| Indonesia (Billboard)                   | 12                |
| Japan (Japan Hot 100)                   | 8                 |
| Japan Combined Singles (Oricon)         | 6                 |
| Malaysia (Billboard)                    | 4                 |
| New Zealand Hot Singles (RMNZ)          | 11                |
| Philippines (Billboard)                 | 11                |
| Singapore (RIAS)                        | 2                 |
| Taiwan (Billboard)                      | 7                 |
| US World Digital Song Sales (Billboard) | 8                 |
| Vietnam (Vietnam Hot 100)               | 6                 |

## Nagrody w programach muzycznych
| Program               | Data             | Źródło |
| --------------------- | ---------------- | ------ |
| Inkigayo (SBS)        | 8 maja 2022      | [ 18 ] |
| Inkigayo (SBS)        | 3 czerwca 2022   | [ 19 ] |
| Inkigayo (SBS)        | 17 czerwca 2022  | [ 20 ] |
| Show Champion (MBC M) | 13 kwietnia 2022 | [ 21 ] |
| M Countdown (Mnet)    | 5 maja 2022      | [ 22 ] |
| The Show (SBS MTV)    | 12 kwietnia 2022 | [ 23 ] |
| The Show (SBS MTV)    | 19 kwietnia 2022 | [ 24 ] |
| Music Bank (KBS2)     | 15 kwietnia 2022 | [ 25 ] |
| Music Bank (KBS2)     | 22 kwietnia 2022 | [ 26 ] |
| Music Bank (KBS2)     | 29 kwietnia 2022 | [ 27 ] |